# Pierre Njanka
Pierre Djaka Njanka-Beyaka (Douala, 15 de março de 1975) é um ex-futebolista profissional camaronês que atuava como lateral-direito.

## Carreira em clubes
Após jogar por Tigre Douala, Rail Douala e Olympic Mvolyé em seu país, Njanka passou ainda pelo Neuchâtel Xamax (Suíça) e chegou a disputar um amistoso de pré-temporada com o Sunderland em julho de 2000, mas a equipe inglesa não apresentou uma proposta ao jogador e ele assinaria pelo Strasbourg, vencendo pela equipe alsaciana a Copa da França de 2000–01 No futebol francês, defendeu ainda Sedan e Istres até 2005, tendo ainda passado por Stade Tunisien, Club Africain (ambos da Tunísia) e Al Wehda (Arábia Saudita).
Já veterano, seguiu em atividade no futebol da Indonésia, vestindo as camisas de Persija Jakarta, Arema Malang, Aceh United, Mitra Kukar e Persisam Putra Samarinda (atual Bali United), onde encerrou a carreira em 2013, aos 38 anos.

## Seleção Camaronesa
Njanka estreou pela Seleção Camaronesa em maio de 1998, num amistoso contra os Países Baixos.
Convocado para a Copa do Mundo da França, marcou seu primeiro gol na estreia dos Leões Indomáveis, contra a Áustria, recebendo a bola no meio de campo, seguindo em frente até driblar Wolfgang Feiersinger, dar um corte em Peter Schöttel (que chegou a cair no gramado) até chutar forte na saída de Michael Konsel. Um comentarista chegou a afirmar que o gol do lateral "rasgou o coração da defesa austríaca" antes da finalização, mas a seleção europeia buscou o empate no final do jogo, com Toni Polster. Njanka afirmou posteriormente que o lance foi o mais marcante de toda sua carreira profissional.
Jogaria ainda 2 edições da Copa das Nações Africanas, outras 2 edições da Copa das Confederações e a Copa de 2002. Seu último jogo oficial pela Seleção Camaronesa foi em novembro de 2003, num amistoso contra o Japão.

## Títulos
Strasbourg
- Copa da França: 2000–01

Arema Malang
- Campeonato Indonésio: 2009–10[5]

Seleção Camaronesa
- Copa das Nações Africanas: 2000